# Чи-Ри
Тип 5 Чи-Ри (яп. 五式中戦車 Го-сики тюсэнся Ти-ри) — японский средний танк времён Второй мировой войны. В литературе часто причисляется к тяжёлым танкам, но по массе находился в пределах средних, на что указывает и японское обозначение танка «Чи-Ри» — «средний девятый».

## История создания
К маю 1945 года был построен один незаконченный прототип.
Проект был прекращён, чтобы высвободить специалистов и ресурсы и сосредоточить усилия для разработки и производства более практичного среднего танка «Чи-То».
Из-за нехватки ресурсов и материалов, а также урона, нанесённого японской промышленности бомбардировками союзных войск, развитие танка дальше прототипа не было возможным.
Такая судьба постигла многие проекты новых видов вооружений в Японии на завершающей стадии Второй мировой войны.
Впоследствии прототип был захвачен войсками США.

## Машины на базе «Чи-Ри»
Самоходная артиллерийская установка Типа 5 «Хо-Ри» должна была быть вооружена 105-мм противотанковым орудием Тип 1, которое создавалось на основе 88-мм зенитного орудия и имело большую поражающую способность. Также, для борьбы с лёгкой бронетехникой, включая легкие танки и бронеавтомобили, в передней части корпуса слева от механика-водителя, должно было быть размещено 37-мм орудие. Была также предусмотрена установка одного или двух 7,7-мм пулемётов. Трансмиссионное отделение и отделение управления должно было располагаться спереди, в средней части корпуса должен был быть расположен двигатель (тот же самый, который планировалось установить в спарке на перспективных сверхтяжёлых танках О-И, но в одном экземпляре), а в кормовой части корпуса боевой отсек. Неподвижная рубка должна была быть собрана из бронелистов толщиной около 180 мм.
Конструктивно база состояла из восьми опорных катков на борт с подвеской типа «Хара», трёх поддерживающих роликов, заднего направляющего колеса и ведущего колеса переднего расположения с цевочным зацеплением.

Хотя работы по «Хо-Ри» продвигались быстро к сентябрю 1945 года, по некоторым данным, удалось построить всего один прототип, который так и не успел пройти испытательный цикл. О его дальнейшей судьбе точная информация отсутствует. Скорее всего, проект был оставлен на стадии макета, так как никаких фотографий этой машины не осталось.

## Оценка машины
Танк был вооружён неплохим по сравнению с аналогами 75-мм орудием Тип 5. Однако, большие размеры танка и его слабое бронирование, примерно равное бронированию М4 "Шерман" поздних версий плохо сказывались на его потенциальной живучести.